# Romuald Kłos

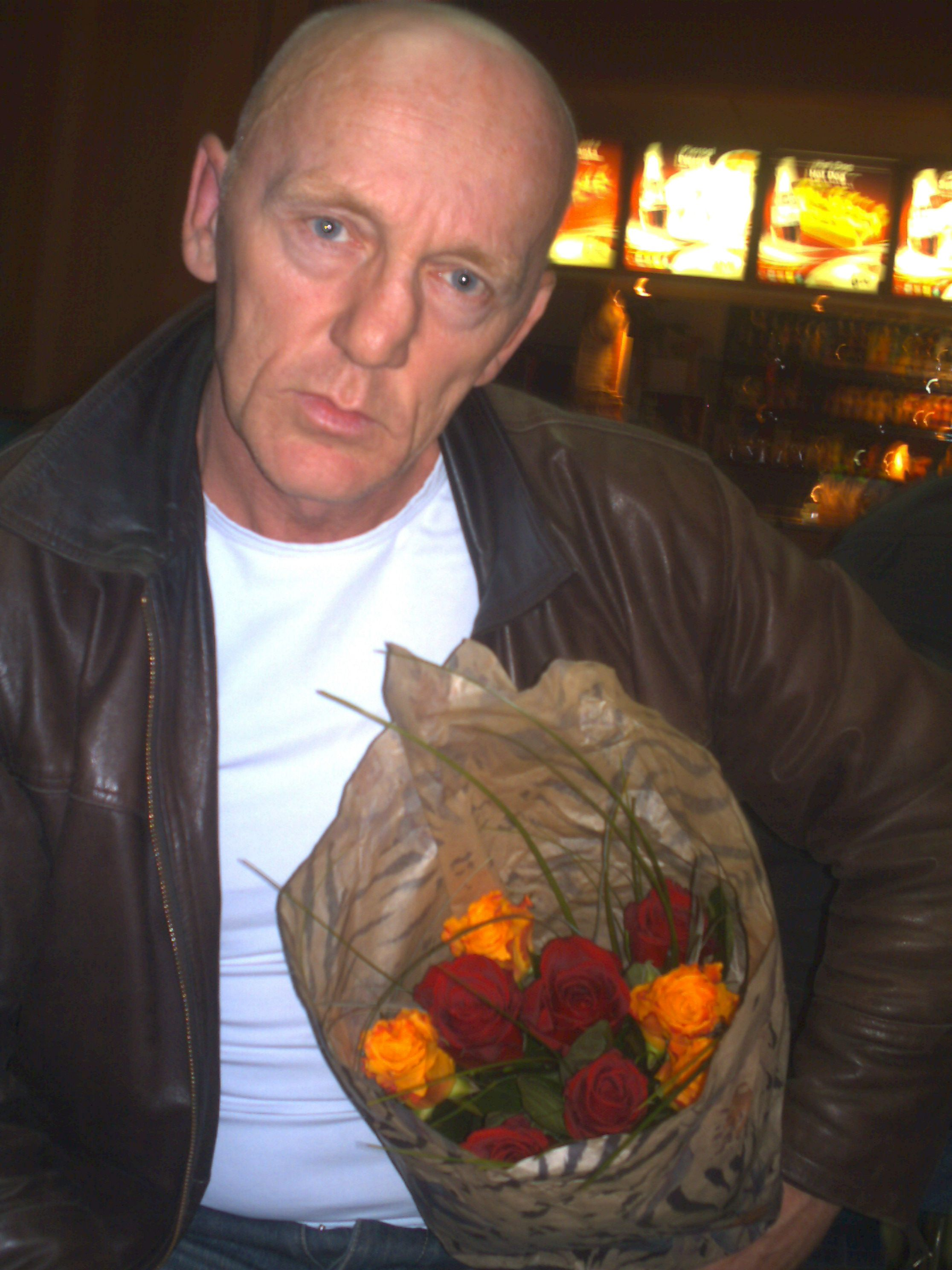
Romuald Kłos (2008)

Romuald Andrzej Kłos (* 5. Februar 1956 in Warschau) ist ein polnischer Schauspieler.
Kłos arbeitete zunächst als Architekt; 1989 spielte er in Francesco seine erste Filmrolle. Den Großteil seiner Karriere verbrachte er in Italien, wo er – mit knochigem Gesicht und markanten Augen – oftmals in bedrohlichen Rollen zu sehen war.

## Filmografie (Auswahl)
- 1989: Francesco
- 2004: Die Passion Christi (The passion of the Christ)
- 2007: Rom (Rome)
- 2024: Konklave